# Ли Ми
Ли Ми (кит. трад. 李彌, упр. 李弥, пиньинь Lǐ Mí, 4 ноября 1902 — 10 марта 1973) — гоминьдановский генерал, который участвовал в антикоммунистических кампаниях окружения, Второй китайско-японской войне и Гражданской войне в Китае. Он был одним из немногих гоминьдановских командиров, добившихся заметных побед как против коммунистических сил Китая, так и против японской императорской армии. После основания Китайской Народной Республики в 1949 году он вывел свои войска в Бирму и Таиланд, где продолжал проводить партизанские рейды на контролируемую коммунистами территорию.

## Ранняя жизнь
Ли Ми родился на территории современного уезда Инцзян провинции Юньнань (в то время эти земли, как и земли ряда других современных соседних уездов, входили в состав Тэнюэского комиссариата провинции Юньнань).  У него было трудное детство, но семье удалось дать ему современное образование. В 1924 году он отправился в провинцию Гуандун и поступил в четвертый класс Военной академии Вампоа. Он участвовал в Северной экспедиции со своими одноклассниками Ху Лянем, Чжан Линфу, Лю Юйчжан и Линь Бяо. Во время антикоммунистических кампаний по окружению его старший командир генерал Чен Чэн обвинил его в том, что он питает симпатии к коммунистам, и попытался захватить его подразделение. Ли Ми смог доказать свою лояльность генералиссимусу Чан Кайши и был назначен окружным магистратом одной из «красных территорий», которые только что захватили гоминьдановские националисты. В начале 1930-х Ли присоединился к штабу генерала Сюэ Юэ, возглавив отряд националистов, изгнавший коммунистические силы из Совета Цзянси. Затем Ли преследовал отступающие коммунистические силы, преследуя их пешком более 1000 миль по Великому походу. После того, как коммунисты обосновались в северном Китае, Ли разработал план сражения, который помог победить знаменитых командующих Красной армией, таких как Хэ Лонг и Е Тин, захватив территории, которые ранее контролировались коммунистами. К началу Второй китайско-японской войны Ли получил звание полковника.

## Японо-китайская война 1937—1945 годов
Когда началась война между Китаем и Японией, Чан Кайши перевел Ли Ми в регулярную армию после того, как появились слухи о его лояльности правительству Гоминьдана. Его командир корпуса спас его от верного ареста и казни, поручившись за лояльность Ли. В 1940 году Ли Ми был назначен командующим Первой дивизии чести и сражался против Императорской японской армии в Центральном Китае, сумев уничтожить японский аэродром. В 1940 году он участвовал в боях за перевал Куньлунь с генералом Ду Юймин и генералом Цю Цинцюань и уничтожил японскую бригаду. В 1944 году он присоединился к «Y-Force» под командованием генерала Вэй Лихуана в битве за Северную Бирму и Западный Юньнань, в которой были уничтожены 55-я и 56-я японские дивизии. К 1945 году Ли Ми был повышен до звания генерал-лейтенанта и командовал 8-м корпусом, сохранив за собой командование Первой почетной дивизией.

## Гражданская война в Китае
По личному приказу президента Чан Кайши генералы Ли Ми, Ду Юймин и Цю Цинцюань в июне 1945 года отстранили от власти местного военачальника Лун Юня из провинции Юньнань. борьба против китайских коммунистических сил. До начала кампании Хуайхай 1948-1949 годов ему удалось одержать ряд важных побед над коммунистами в Восточном Китае. В ноябре 1948 года Ли Ми и Цю Цинцюань было поручено освободить 7-ю армию генерала Хуан Байтао, но они были заблокированы превосходящими силами противника. При попытке штурма позиций противника в Хэнани он, Ду Юйминь и Цю Цинцюань оказались в окружении сил НОАК. После этого окружения Ду был схвачен, Цю покончил жизнь самоубийством, и только Ли смог бежать обратно в Нанкин. Президент Чан Кайши поручил ему восстановить свою бывшую 13-ю армию и защитить свою родную провинцию Юньнань от коммунистических атак. К тому времени, когда коммунистические силы захватили материк в 1949 году, Ли уже вывел свои армии на юг и запад, в Таиланд и шанские штаты Северной Бирмы. Когда Бирма провозгласила независимость в 1948 году, Ли установил независимый шанский режим для своей «Антикоммунистической армии национального спасения». С этих баз подразделения Ли продолжали проводить партизанские атаки против коммунистических властей в Юньнани. Националистические силы из Юньнани также пытались вторгнуться во французский Индокитай, но эти войска были быстро разоружены и арестованы французами. Войска, которые двинулись в Бирму, первоначально обосновались вокруг Тачилека в штате Кенгтунг, недалеко от границы с Таиландом. Войска, которые двинулись туда под командованием Ли, присоединились к более ранним националистическим войскам, которые остались в этом районе после борьбы с японцами во Второй мировой войне. После ухода Ли в этот регион Ли реорганизовал все доступные националистические силы в регионе, передав их под свое командование. Впоследствии силы Ли стали известны иностранным наблюдателям как «93-я дивизия».

## После гражданской войны
Бирманская армия Ли частично поддерживалась поставками и советниками, предоставляемыми Соединенными Штатами, но в основном поддерживала себя выращиванием и распределением опиума. Сначала американские стратеги считали «нерегулярных войск» Ли полезными для их региональных усилий по сдерживанию коммунизма; но через несколько лет Вашингтон начал рассматривать их как угрозу для той же цели и оказал серьезное давление на Чан Кайши с целью их устранения. В 1953 году 7000 военнослужащих, включая Ли Ми, были переброшены на Тайвань по воздуху, но гораздо больше военнослужащих решили остаться. 7000 военнослужащих остались окопаться вокруг бирманско-лаосской границы, а еще несколько тысяч остались в Таиланде. К тому времени, когда в 1961 году было объявлено о втором выводе войск, авторитет Америки, американо-бирманские отношения и усилия по сдерживанию коммунизма в регионе находились в серьезном замешательстве.
После достижения независимости премьер-министр Бирмы У Ну попытался подавить деятельность Ли и приказал своим войскам сдаться, но Ли отказался. После того, как бирманская армия напала на Ли, он двинул свои войска в Монг Хсат. В то время Бирма боролась с четырьмя другими мятежниками, включая два коммунистических партизанских движения, и была недостаточно сильна, чтобы серьезно преследовать нерегулярные отряды Ли.
Программа ЦРУ по оказанию помощи войскам Ли в Бирме называлась «Операционная бумага». Операция «Документ» предполагала использование Таиланда в качестве транзитного маршрута для перевозки оружия и припасов между Тайванем и Бирмой. По прибытии в Таиланд эти грузы должны были транспортироваться по воздуху с помощью CAT (военно-воздушная рота) под командованием генерала Шенно, работающего через две фиктивные корпорации в качестве дипломатического прикрытия. Тогдашний премьер-министр Таиланда Плэк Фибунсонгхрам (также известный как «Фибун») согласился оказать помощь в операции «Бумага» из-за плохих тайско-бирманских отношений и обещаний американской экономической и военной помощи.
Между 1949 и 1953 годами люди Ли убедили тысячи местных соплеменников присоединиться к ним и были усилены несколькими сотнями бывших армейских офицеров и инструкторов из Формозы. Беженцы из удерживаемой коммунистами Юньнани также присоединились к его армии. Многие вышли замуж за местных женщин и систематически «захватили» местную торговлю опиумом. С помощью тайских военных армия Ли торговала опиумом через Таиланд, обменивая его на оружие и припасы, доставленные из Тайваня. В этот период они предприняли серьезные попытки взять под контроль Юньнань, но не достигли долговременного успеха. В какой-то момент 20 тысяч солдат Гоминьдана пытались вернуть Юньнань. Операция освободила 4 округа до того, как их логистическая сеть сломалась, и силы Ми не смогли достичь своей цели.
Было несколько причин для решения Америки оказать давление на Чанга, чтобы вывести националистические войска из Бирмы. Внутренний документ, исследующий полезность бирманских националистических войск для Соединенных Штатов, заключил, что они «имели меньшую военную ценность для свободного мира как поддержка региональной обороны, чем регулярно организованная бирманская армия». Коммунистические повстанцы, тогда присутствовавшие в Бирме, как известно, ссылались на присутствие войск Ли как на оправдание своего пребывания там. Вдобавок, если бы Рангун направил свои ресурсы на поражение войск Ли, это ослабило бы их способность побеждать другие коммунистические партизанские движения. Американский госсекретарь Джон Фостер Даллес был обеспокоен тем, что бирманское правительство могло бы сформировать коалицию с коммунистическими группами для вывода войск Ли. Были также опасения, что Китай может вторгнуться в Бирму, чтобы подавить их.
Вернувшись на Тайвань в 1953 году, Ли Ми ушел с военной службы и стал членом националистического законодательного собрания и центрального комитета партии. Он умер в Тайбэе 10 марта 1973 года.